# Ferdynand Maria Baccilieri
Ferdynand Maria Baccilieri (ur. 14 maja 1821, zm. 13 lipca 1893) – Błogosławiony Kościoła katolickiego, włoski prezbiter, założyciel Zgromadzenia Sióstr Służebniczek Maryi z Galeazzy.
W dniu 15 października 1838 roku wstąpił do nowicjatu księży jezuitów przy kościele św. Andrzeja na Kwirynale w Rzymie. Z powodu słabego zdrowia musiał powrócić do domu. W dniu 2 marca 1844 roku otrzymał święcenia kapłańskie. Pracował jako nauczyciel języka włoskiego i łaciny w seminarium w Finale Emilia. Mając 27 lat rozpoczął studia na Papieskim Uniwersytecie w Bolonii i zdobył doktorat z zakresu prawa kanonicznego oraz cywilnego. Założył zgromadzenie Sióstr Służebniczek Maryi z Galeazzy. Zmarł mając 72 lata.
Został beatyfikowany przez papieża Jana Pawła II w dniu 3 października 1999 roku.